# قلعه ازناوله
قلعه ازناوله مربوط به دوره قاجار - دوره پهلوی است و در شهرستان ملایر، بخش مرکزی، دهستان موزاران، داخل روستای ازناوله واقع شده و این اثر در تاریخ ۷ اسفند ۱۳۸۶ با شمارهٔ ثبت ۲۱۶۵۵ به‌عنوان یکی از آثار ملی ایران به ثبت رسیده است.